# Campos do Jordão

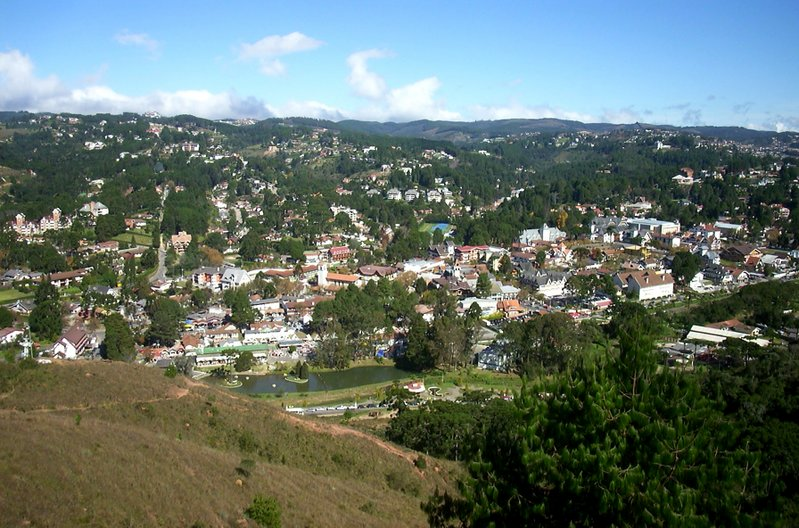
Panorama din Campos do Jordão

Campos do Jordão este un oraș în São Paulo (SP), Brazilia.
Campos do Jordao este cel mai mare oras din Brazilia și cele mai reci din sud-estul Braziliei , are o Climatul temperat oceanic tip climatice Cwb. Cunoscut pentru arhitectura sa germană și Araucaria . Are ierni reci , uscate și veri umede și ușoară . Acesta este situat 177 km de capitala statului , Sao Paulo .

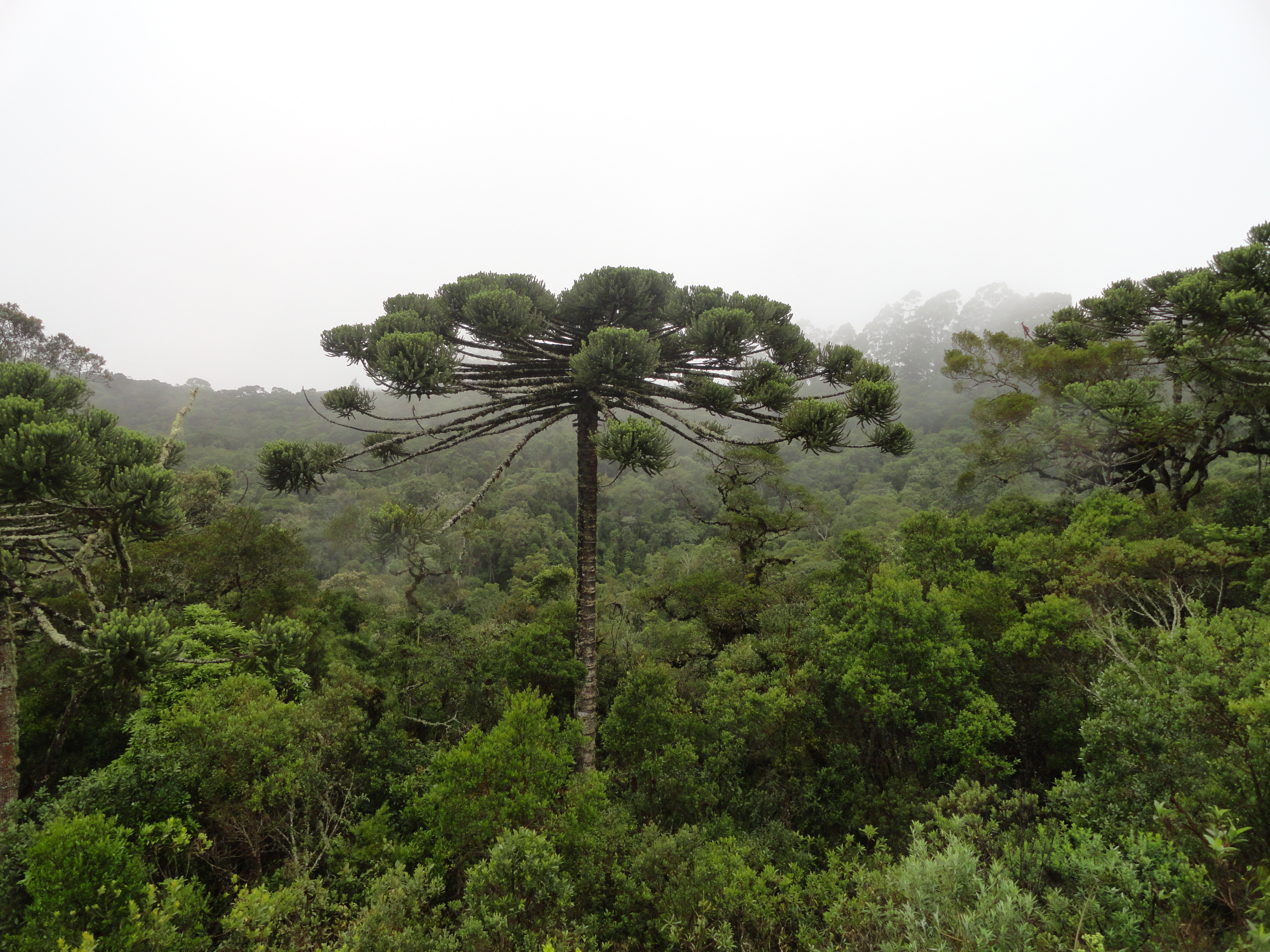
Araucaria Angustifolia, copac regiune tipic, un tip de pin

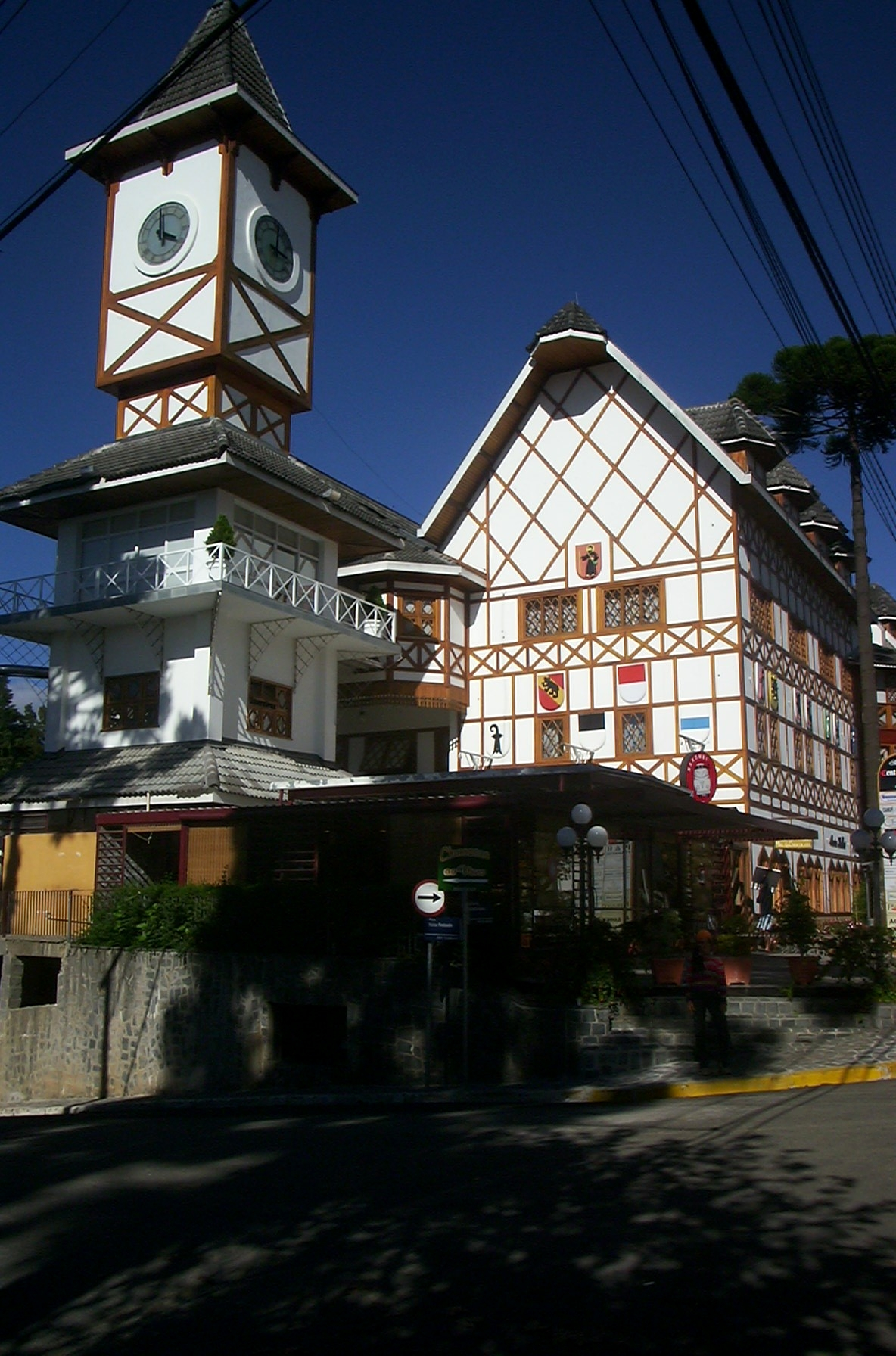
Arhitectura tipic german al orașului

| Date climatice pentru Campos do Jordão, SP (1961–1990) | Date climatice pentru Campos do Jordão, SP (1961–1990) | Date climatice pentru Campos do Jordão, SP (1961–1990) | Date climatice pentru Campos do Jordão, SP (1961–1990) | Date climatice pentru Campos do Jordão, SP (1961–1990) | Date climatice pentru Campos do Jordão, SP (1961–1990) | Date climatice pentru Campos do Jordão, SP (1961–1990) | Date climatice pentru Campos do Jordão, SP (1961–1990) | Date climatice pentru Campos do Jordão, SP (1961–1990) | Date climatice pentru Campos do Jordão, SP (1961–1990) | Date climatice pentru Campos do Jordão, SP (1961–1990) | Date climatice pentru Campos do Jordão, SP (1961–1990) | Date climatice pentru Campos do Jordão, SP (1961–1990) | Date climatice pentru Campos do Jordão, SP (1961–1990) |
| Luna                                                   | Ian                                                    | Feb                                                    | Mar                                                    | Apr                                                    | Mai                                                    | Iun                                                    | Iul                                                    | Aug                                                    | Sep                                                    | Oct                                                    | Nov                                                    | Dec                                                    | Anual                                                  |
| ------------------------------------------------------ | ------------------------------------------------------ | ------------------------------------------------------ | ------------------------------------------------------ | ------------------------------------------------------ | ------------------------------------------------------ | ------------------------------------------------------ | ------------------------------------------------------ | ------------------------------------------------------ | ------------------------------------------------------ | ------------------------------------------------------ | ------------------------------------------------------ | ------------------------------------------------------ | ------------------------------------------------------ |
| Maxima medie °C (°F)                                   | 22.8 (73)                                              | 23.1 (73,6)                                            | 22.7 (72,9)                                            | 21.1 (70)                                              | 19.0 (66,2)                                            | 18.0 (64,4)                                            | 17.9 (64,2)                                            | 19.8 (67,6)                                            | 21.0 (69,8)                                            | 21.2 (70,2)                                            | 21.7 (71,1)                                            | 21.7 (71,1)                                            | 20,8 (69,4)                                            |
| Media zilnică °C (°F)                                  | 17.3 (63,1)                                            | 17.5 (63,5)                                            | 16.7 (62,1)                                            | 14.7 (58,5)                                            | 11.9 (53,4)                                            | 10.1 (50,2)                                            | 9.5 (49,1)                                             | 11.3 (52,3)                                            | 13.4 (56,1)                                            | 14.9 (58,8)                                            | 15.9 (60,6)                                            | 16.6 (61,9)                                            | 14,2 (57,6)                                            |
| Minima medie °C (°F)                                   | 12.8 (55)                                              | 12.9 (55,2)                                            | 11.7 (53,1)                                            | 9.2 (48,6)                                             | 5.6 (42,1)                                             | 4.0 (39,2)                                             | 3.0 (37,4)                                             | 4.2 (39,6)                                             | 6.9 (44,4)                                             | 9.5 (49,1)                                             | 10.8 (51,4)                                            | 12.3 (54,1)                                            | 8,6 (47,5)                                             |
| Minima istorică °C (°F)                                | 5.0 (41)                                               | 4.2 (39,6)                                             | 2.6 (36,7)                                             | −2.6 (27,3)                                            | −6.2 (20,8)                                            | −7.2 (19)                                              | −6 (21,2)                                              | −5.5 (22,1)                                            | −2.5 (27,5)                                            | 0.7 (33,3)                                             | 1.4 (34,5)                                             | 1.8 (35,2)                                             | −7,2 (19)                                              |
| Precipitații mm (inches)                               | 306.1 (12.051)                                         | 265.6 (10.457)                                         | 193.5 (7.618)                                          | 98.9 (3.894)                                           | 79.3 (3.122)                                           | 51.4 (2.024)                                           | 42.1 (1.657)                                           | 58.5 (2.303)                                           | 91.6 (3.606)                                           | 159.3 (6.272)                                          | 205.9 (8.106)                                          | 300.1 (11.815)                                         | 1.852,5 (72,933)                                       |
| Umiditate [%]                                          | 87                                                     | 84                                                     | 83                                                     | 85                                                     | 88                                                     | 84                                                     | 77                                                     | 76                                                     | 76                                                     | 81                                                     | 86                                                     | 87                                                     | 82,8                                                   |
| Nr. de zile cu precipitații (≥ 1.0 mm)                 | 19                                                     | 17                                                     | 14                                                     | 9                                                      | 7                                                      | 5                                                      | 4                                                      | 4                                                      | 7                                                      | 12                                                     | 14                                                     | 20                                                     | 132                                                    |
| Ore însorite                                           | 135.3                                                  | 118.2                                                  | 150.9                                                  | 167.2                                                  | 181.8                                                  | 176.7                                                  | 203.7                                                  | 199.2                                                  | 160.6                                                  | 147.3                                                  | 136.4                                                  | 117.0                                                  | 1.894,3                                                |
| Sursă: INMET                                           |                                                        |                                                        |                                                        |                                                        |                                                        |                                                        |                                                        |                                                        |                                                        |                                                        |                                                        |                                                        |                                                        |

Campos do Jordao
Turismo Campos do Jordao Arhivat în 7 octombrie 2007, la Wayback Machine.